# Naturkundliche Station der Stadt Linz
Die naturkundliche Station der Stadt Linz ist eine Einrichtung, die dem Botanischen Garten im Geschäftsbereich Stadtgrün und Straßenbetreuung des Magistrates der Stadt Linz angehört. Sie ist zuständig für Fragen des Natur- und Artenschutzes sowie der Stadtökologie.

## Geschichte
1953 berief Bürgermeister Ernst Koref den Wiener Biologen Ewald Schild nach Linz, um die wissenschaftliche Forschung voranzutreiben. Die „Mikrobiologische Station Schild“ als Forschungslaboratorium für wissenschaftliche und angewandte Mikroskopie, Mikrofotografie und Mikrokinematografie wurde in der Roseggerstraße 22, direkt neben dem Botanischen Garten der Stadt Linz erbaut. In Zusammenarbeit mit der Volkshochschule erfolgten Führungen und Kurse für Erwachsene. Schild führte die Forschungsstation bis 1962.
1963 übernahm Hans Groß die Leitung des Instituts. Unter ihm erfolgte die Umbenennung in Naturkundliche Station. Mineralienkunde und Astronomie ergänzten das Aufgabengebiet. Unter Hans Groß wurde 1965 die Zeitschrift "Apollo", die von der Naturschutzjugend übernommen wurde, erstmals von der Naturkundlichen Station herausgegeben. Bis 1978 erschienen 54 Ausgaben. Gerhard Pfitzner wurde 1978 zum nächsten Leiter bestellt. Die Zielsetzungen der Forschungsstation wurden geändert und erweitert. Pfitzner setzte Schwerpunkte auf die Erforschung und Katalogisierung des Linzer Naturhaushalts. Diese Datensammlung dient als Grundlage für Stadtplanung und Naturschutz. Die Zeitschrift ÖKO.L, die 1992 mit dem Binding-Preis für Natur- und Umweltschutz ausgezeichnet wurde, erschien 1979 erstmals. Ein Ziel der Herausgeber war es, einer breiten Leserschaft wissenschaftliche Themen und Forschungsarbeiten verständlich zu vermitteln.
1997 wurde die Naturkundliche Station in das Amt für Natur- und Umweltschutz eingegliedert. Mit der Leitung wurde der Biologe Friedrich Schwarz beauftragt. Die Station übersiedelte bis 2004 in das Neue Rathaus. Ein Großprojekt der Naturkundlichen Station der Stadt Linz war die Grundlagenarbeit für die Erklärung von 6,6 Hektar der Traun-Donau-Auen in Linz zum Naturschutzgebiet im Jahr 2004. Die Traunauen sind seither „Natura 2000 – Europaschutzgebiet“.
Seit 2005 ist die Naturkundliche Station wieder auf der Gugl angesiedelt und dem Botanischen Garten angeschlossen. Seit der Umstrukturierung des Magistrates Linz im Jahr 2005 gehören der Botanische Garten und die Naturkundliche Station zum Geschäftsbereich Stadtgrün und Straßenbetreuung.
Die Naturkundliche Station der Stadt Linz wurde mehrmals mit einem oberösterreichischen Landespreis für Natur und Umwelt sowie 1992 mit dem liechtensteinischen Binding-Preis für Natur- und Umweltschutz ausgezeichnet.

## Aufgaben
Die Aufgabengebiete der Naturkundlichen Station sind in drei Themenbereiche gegliedert:
- Die Grundlagenforschung, mit der der Nachhaltigkeitserklärung „Bewahrung und Entwicklung der Naturreichtümer“ Rechnung getragen wird.
- Die Planungs- und Naturschutzpraxis mit dem Ziel, die heimische Artenvielfalt zu erhalten und zu fördern.
- Die Umweltbildung und Dokumentation, zum Beispiel in der Zeitschrift ÖKO.L, dem Bericht für Ökologie und Naturschutz (vorher Naturkundliches Jahrbuch der Stadt Linz) sowie Naturvermittlungsprogrammen.

## Auszeichnungen
- 1992 Binding-Preis für Natur- und Umweltschutz[1]
- Die Naturkundliche Station wurde mehrmals mit einem oberösterreichischen Landespreis für Natur und Umwelt ausgezeichnet:
  - 1998 für das Projekt Turmfalkenbrut im Internet
  - 2001 für die Aktion Artenreiches Linz im Rahmen der Science-Week
  - 2003 für die Erlebnisausstellung Natur Abenteuer Linz im Stadtmuseum Nordico
  - 2008 für die Herausgabe von ÖKO.L – in der Sonderkategorie Mit Umweltthemen mutig in die Öffentlichkeit[2]
  - 2010 für das große Engagement der Naturkundlichen Station in den Bereichen Stadtökologie und Natur im Siedlungsraum – in der Sonderkategorie Erhaltung der biologischen Vielfalt[3]

## Publikationen
- Zeitschrift ÖKO.L[4] (viele ältere Artikel sind online auf zobodat.at verfügbar).
- Magistrat der Landeshauptstadt Linz, Stadtgärten, Botanischer Garten und Naturkundliche Station: Berichte für Ökologie und Naturschutz der Stadt Linz. Linz 2007–2012 (zobodat.at).
- Magistrat der Landeshauptstadt Linz, Stadtgärten, Botanischer Garten und Naturkundliche Station: Naturkundliches Jahrbuch der Stadt Linz. Linz 1955–2004 (zobodat.at).
- Werner Weissmair, Herbert Rubenser, Rudolf Schauberger, Martin Brader: Linzer Brutvogelatlas (= Naturkundliches Jahrbuch der Stadt Linz. Band 46–47). Linz 2001, 318 Seiten (zobodat.at [PDF], online nur in schwarz-weiß).[5]